# Justin Bieber
Justin Drew Bieber (n. 1 martie 1994, London, Ontario, Canada) e un cântăreț și compozitor canadian de muzică pop/R&B.
După ce Scooter Braun, manager de talente, l-a descoperit pe YouTube în 2007, Justin Bieber și-a lansat primul EP intitulat My World în 2009. Acesta a fost certificat cu platină în S.U.A.. Bieber este primul artist cu 7 melodii de pe albumul de debut în topul Billboard Hot 100.  Justin Bieber și-a lansat primul album oficial My World 2.0 în 2010. Acesta a debutat pe primul loc în mai multe țări și a fost certificat cu triplu platină în S.U.A. La vârsta de 16 ani, Bieber a devenit cel mai tânăr artist solo din istorie care are un album pe locul 1 în Billboard 200, după albumul lui Stevie Wonder din 1963.
În urma lansării albumului de debut, Bieber a pornit în primul său turneu mondial, My World Tour, a lansat My Worlds Acoustic și Never Say Never - The Remixes, precum și filmul Justin Bieber: Never Say Never. Justin și-a lansat al doilea album de studio, Under the Mistletoe, în noiembrie 2011, și a debutat pe locul întâi în Billboard 200. Justin și-a lansat al treilea album de studio, Believe, în 2012. Primul single, Boyfriend, a fost pe primul loc în Canada. Al patrulea album de studio, Purpose, a fost lansat în 2015, înregistrând trei single-uri care au ajuns #1 în topuri: What Do You Mean?, Sorry și Love Yourself, precum și recorduri mondiale în vânzări. În urma succesului cu albumul Purpose, Bieber a lansat colaborări precum Cold Water, Let Me Love You, Despacito (Remix) și I'm The One. Vânzările lui Bieber de albume și single-luri în S.U.A depășesc 44.7 milioane. Bieber a vândut aproximativ 150 de milioane înregistrări în întreaga lume, făcându-l unul dintre cei mai bine vânduți artiști. De asemenea, el a devenit a doua persoană cu 100 de milioane de urmăritori pe Twitter (prima fiind Katy Perry).
Bieber a câștigat numeroase premii muzicale, inclusiv premiul Artistul Anului din cadrul American Music Awards în 2010 și în 2012. În cariera sa, Bieber a câștigat două Premii Grammy, pentru melodia "Where Are Ü Now" la categoria Best Dance Recording, și pentru cea mai bună interpretare de muzică country de către un duet sau trupă, în 2021. A luat un premiu Latin Grammy pentru remix-ul melodiei Despacito. Justin a fost inclus în top 10 cele mai puternice celebrități din lume de către Forbes în 2011, 2012 și 2013. Bieber este de asemenea primul artist care a depășit pragul de 10 miliarde de vizualizări pe Vevo.

## Copilărie
Bieber s-a născut pe 1 martie 1994 în London, Ontario, Canada, și a fost crescut în Stratford, Ontario.  El este singurul fiu al lui Jeremy Jack Bieber și al Patriciei "Pattie" Mallette. Părinții lui Justin nu au fost niciodată căsătoriți. Pattie l-a crescut pe Justin cu ajutorul părinților săi, Diane și Bruce.
Din partea lui Jeremy, Justin are trei frați vitregi, Jaxon, Jazmyn și Bay.
Justin a învățat într-o școală primară franceză în Stratford. În copilărie, a învătat să cânte la pian, tobe, chitară și trompetă. A absolvit liceul în 2012 cu un GPA de 4,0.
La începutul lui 2007, Bieber a cântat melodia lui Ne-Yo "So sick" într-o competiție locală de talente și a câștigat locul 2. Mama sa a început să posteze video-uri de la competiție pe YouTube pentru ca familia lor și prietenii să le vadă. Ea a continuat să încarce video-uri cu Bieber cântând melodii R&B, iar popularitatea sa pe platformă a crescut.

## Carieră

### 2007 - 2009: Începutul carierei

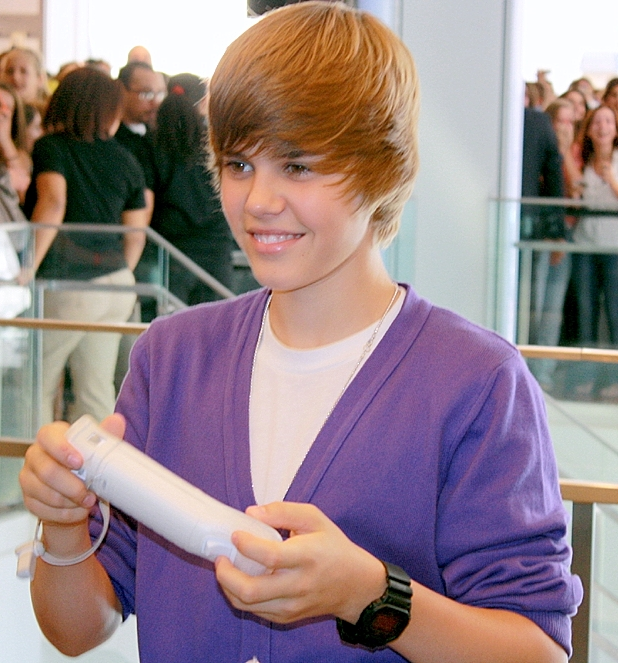
Justin Bieber în 2009

Căutând videoclipuri ale unui artist diferit, Scooter Braun, un fost director de marketing al So So Def Recordings, a accesat unul din video-urile lui Bieber din 2007. Impresionat, Braun a aflat numele teatrului în care Justin cânta, precum și școala lui, și într-un final a contactat-o pe mama sa, Pattie, care a fost reticentă din cauza faptului că Braun este evreu. La vârsta de 13 ani, Justin a plecat în Atlanta, Georgia pentru a înregistra demo-uri, iar cu o săptămână mai târziu a cântat pentru Usher.
Bieber a semnat în scurt timp cu Raymond Braun Media Group (RBMG). Justin Timberlake a vrut și el să îl semneze pe Bieber, dar Usher a câștigat. În octombrie 2008, L.A Reid de la The Island Def Jam Music Group l-a semnat pe Bieber, acesta mutându-se definitiv în Atlanta pentru a-și începe cariera.
Primul single, One Time, a fost lansat la radio în timp ce Bieber încă își înregistra primul album EP. Piesa a ajuns pe locul 12 în Canadian Hot 100 în prima săptămână de la lansare în iulie 2009, iar mai târziu a atins numărul 17 în Billboard Hot 100. În toamnă, piesa One Time a fost certificată cu platină în Canada și S.U.A, și cu aur în Australia și Noua Zeelandă. Primul album al lui Bieber, My World, a fost un EP lansat pe 17 noiembrie 2009. Al doilea single, One Less Lonely Girl, precum și două piese promoționale Love Me și Favorite Girl au atins topul 40 al Billboard Hot 100.
Mai târziu, One Less Lonely Girl a fost lansată la radio și a atins top 20 în Canada și S.U.A și a fost certificată cu aur. My World a fost certificat cu platină în S.U.A și dublu-platină în Canada și U.K. Pentru a promova albumul, Bieber a cântat în mai multe emisiuni live, precum MTV VMA, The Dome, YTV's Next Star, The Today Show, The Wendy Williams Show, Lopez Tonight, The Ellen Degeneres Show, It's On With Alexa Chung, Good Morning America, Chelsea Lately, BET's 106, Park. Bieber a fost invitat special într-un episod din True Jackson,VP în 2009.
Bieber a interpretat piesa "Someday at Christmas" pentru Președintele S.U.A Barack Obama și Prima Doamnă Michelle Obama la ceremonia White House for Christmas în Washington, D.C. în 2009. Bieber a fost unul dintre interpreții la Dick Clark's New Year's Rocking Eve with Ryan Secreast în 31 decembrie 2009. Bieber a fost prezentator la Premiile Grammy din 31 ianuarie 2010 și a fost invitat să fie unul dintre vocaliști la remake-ul piesei "We Are The World" (piesă compusă de către Michael Jackson și Lionel Richie). Bieber interpretează primul vers al melodiei, care a fost cântat de Lionel Richie în varianta originală.

### 2010 - 2011:My World 2.0șiNever Say Never

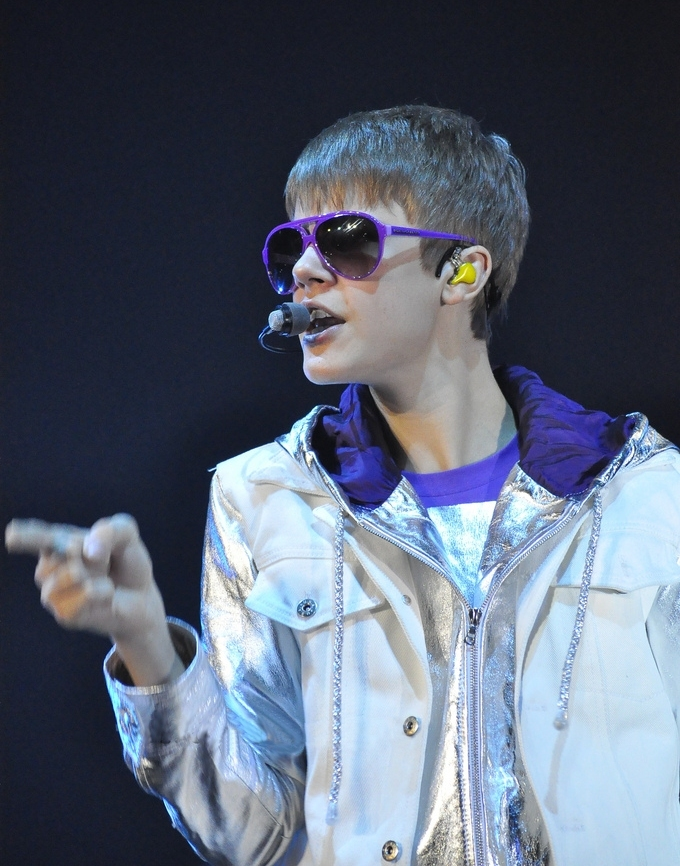
Justin Bieber concertând în Indonezia, aprilie 2011

În ianuarie 2010, "Baby" a fost primul single lansat de pe albumul de debut, My World 2.0. Piesa, în colaborare cu Ludacris, a devenit un hit internațional urcând pe locul 5 în US Billboard HOT 100, locul 3 în Canadian Hot 100 și top 10 în mai multe piete internaționale. Două piese promoționale, "Never Let You Go" și "U Smile" au ajuns în top 30 în US Hot 100 și în top 20 în Canada. Potrivit Metacritic, albumul a primit recenzii în general favorabile. Albumul a debutat pe locul 1 în US Billboard 200 făcându-l pe Bieber cel mai tânăr artist care a reușit această performanță, după Stevie Wonder în 1963. My World 2.0 a debutat pe locul 1 și în Canada, Irlanda, Australia, Noua Zeelandă.
Pentru a promova albumul, Bieber a apărut în mai multe programe de televiziune, incluzând The View, Premiile Kids' Choice Awards, Nightline, Late Show with David Letterman, The Dome, 106&Park. Sean Kingston a colaborat pentru următorul single "Eenie Meenie". Piesa a urcat în top 10 în U.K și Australia. Pe 10 aprilie 2010, Bieber a fost oaspete muzical la Saturday Night Live. Pe 4 iulie 2010, Bieber a cântat la Macy's Fourth of July Fireworks Spectacular în New York City. Următorul single de pe album a fost "Somebody To Love". colaborare cu Usher. Pe 23 iunie 2010, Bieber a pornit în primul său turneu mondial My World Tour. În iulie 2010, Bieber a fost cea mai căutată celebritate pe internet. În aceeași lună, videoclipul pentru "Baby" a devenit cel mai vizionat video de pe YouTube. Conform unui angajat Twitter, în septembrie 2010, Bieber și fanii săi reprezentau 3% din tot traficul de pe Twitter.
În septembrie 2010, Bieber a interpretat trei piese la MTV Video Music Awards, "U Smile", "Baby", "Somebody To Love" și a cântat la tobe. În aceeași lună, a jucat în serialul CSI: Crime Scene Investigation. Ultimul episod în care a apărut a fost în februarie 2011. În octombrie 2010, Bieber a anunțat că urmează să lanseze un album remix acustic, intitulat My Worlds Acoustic. Acesta a fost lansat luna următoare în S.U.A.
În octombrie 2010, a apărut cartea autobiografică a lui Justin Bieber, First Step 2 Forever: My Story, publicată la vârsta de 16 ani.
Un film biografic 3D intitulat Justin Bieber: Never Say Never a fost lansat în februarie 2011. Filmul a încasat $12.4 milioane în prima zi de rulare. În total filmul a încasat $98,441,954 în întreaga lume. Filmul este însoțit de al doilea album remix al lui Bieber, Never Say Never - The Remixes. În iunie 2011, Bieber a fost numit de Forbes al doilea cea mai bine plătită celebritate sub 30 de ani. În noiembrie 2011, Bieber a lansat albumul Under The Mistletoe, cu tematică de Craciun, ce a debutat pe locul 1 în Billboard 200 și a vândut peste 210,000 copii în prima săptămână.

### 2011 - 2015:BelieveșiJournals
Spre sfârșitul anului 2011, Bieber începe înregistrarea celui de-al treilea album de studio, Believe. Justin anunță în timpul emisiunii The Ellen DeGeneres Show că primul single de pe album va fi Boyfriend, lansat pe 26 martie 2012. Cântecul debutează pe locul doi în Billboard Hot 100, vânzându-se în 521,000 copii digitale. Al doilea single de pe album, lansat pe 11 iunie 2012 și intitulat As Long as You Love Me, featuring Big Sean, a atins poziția a șasea în clasamentul Billboard Hot 100 din Statele Unite. Albumul Believe a fost lansat pe 19 iunie 2012. Albumul marchează o îndepărtare de genul teen pop, caracteristic lui Bieber pe albumele anterioare, Believe incorporând sunete și elemente specifice genurilor Dance-pop și R&B. La crearea albumului, Bieber a colaborat cu producători consacrați precum Max Martin, Diplo, Darkchild și Hit-Boy. Believe a debutat pe locul 1 în Billboard 200. În octombrie 2012, este lansat al treilea single al albumului, Beauty and a Beat, featuring Nicki Minaj. La lansare, videoclipul cântecului a atins un nou record, pentru cele mai multe vizualizări în primele 24 de ore (10.6 milioane vizualizări).
Pe 3 octombrie 2013, Bieber anunță că va lansa o nou cântec în fiecare zi de luni timp de 10 săptămâni, ca mod de promovare al filmului Justin Bieber's Believe, lansat în cinematografe în decembrie 2013. Primul cântec din cadrul Music Mondays, Heartbreaker, a fost lansat pe 7 octombrie. A doua melodie, All That Matters a fost lansată pe 14 octombrie, urmată de Hold Tight pe 21 octombrie, Recovery pe 28 octombrie, Bad Day pe 4 noiembrie și All Bad pe 11 noiembrie. Single-urile lansate împreună cu alte cântece au fost adunate într-un album de compilație intitulat Journals.

### 2015 - 2019:Purposeși colaborări
În februarie 2015, Bieber lansează cântecul "Where Are Ü Now?", împreună cu Jack Ü. Cântecul a câștigat un premiu Grammy în 2016 pentru cea mai bună înregistrare dance.
Pe 28 august 2015, Bieber lansează un nou cântec intitulat "What Do You Mean?" ca single principal pentru al patrulea său album de studio, Purpose. Cântecul, o combinație de teen pop, muzică dance electronică și R&B devine primul single număr unu din topul Billboard Hot 100 al lui Bieber. Justin devine astfel cel mai tânăr artist masculin care să debuteze în fruntea clasamentului, recordul fiind înregistrat în Cartea Recordurilor. Pe 23 octombrie 2015, Bieber lansează al doilea single al albumului, "Sorry". Cântecul debutează pe poziția a doua a clasamentului Billboard Hot 100 dar trece după opt săptămâni pe primul loc.  Al treilea single, intitulat "Love Yourself", atinge de asemenea locul întâi în clasament, Bieber devenind astfel primul artist masculin cu trei piese numar unu de la Justin Timberlake. În data de 8 martie 2016, "Company" devine al patrulea single al albumului. 

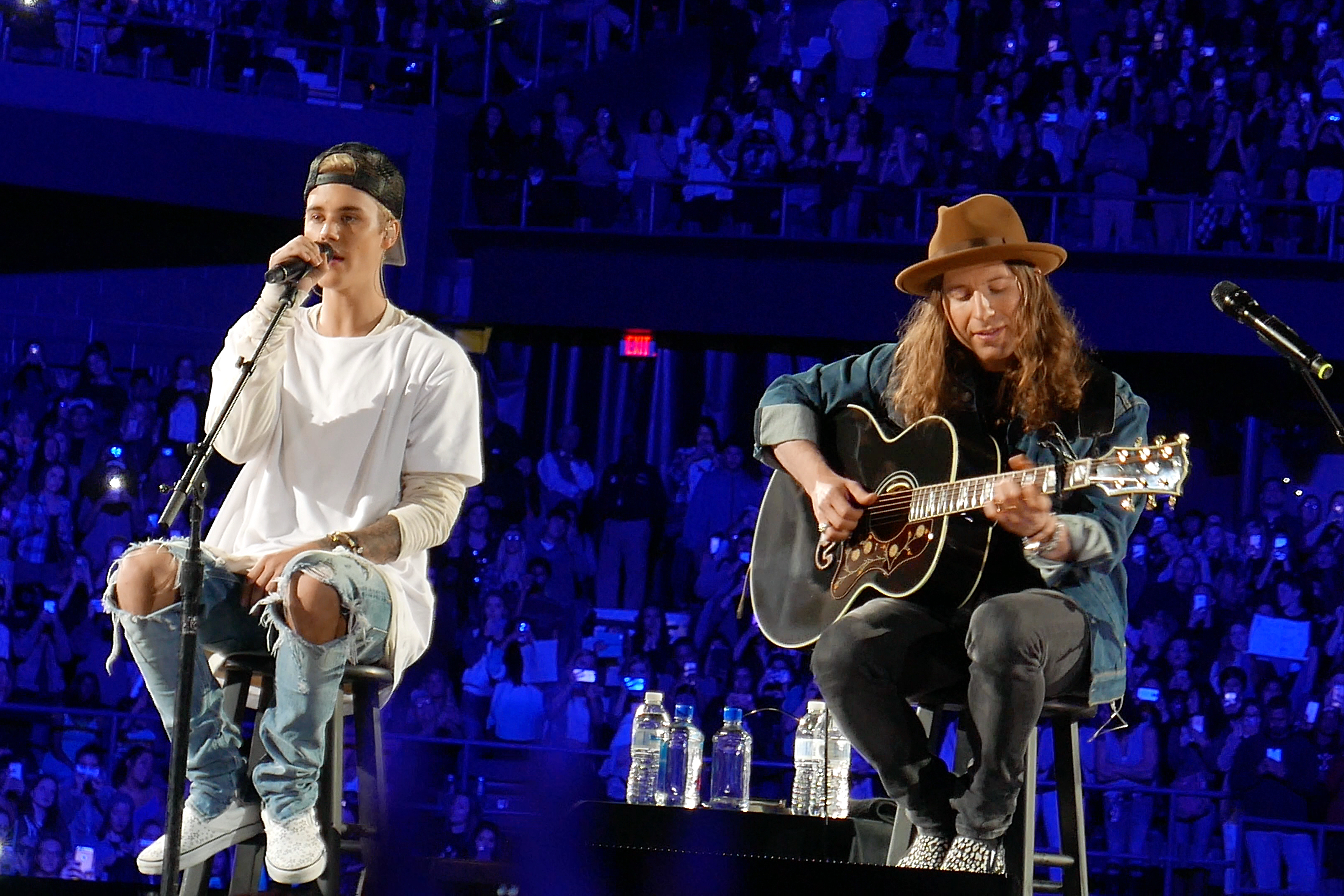
Justin Bieber în timpul unui concert în Rosemont, Illinois (2015)

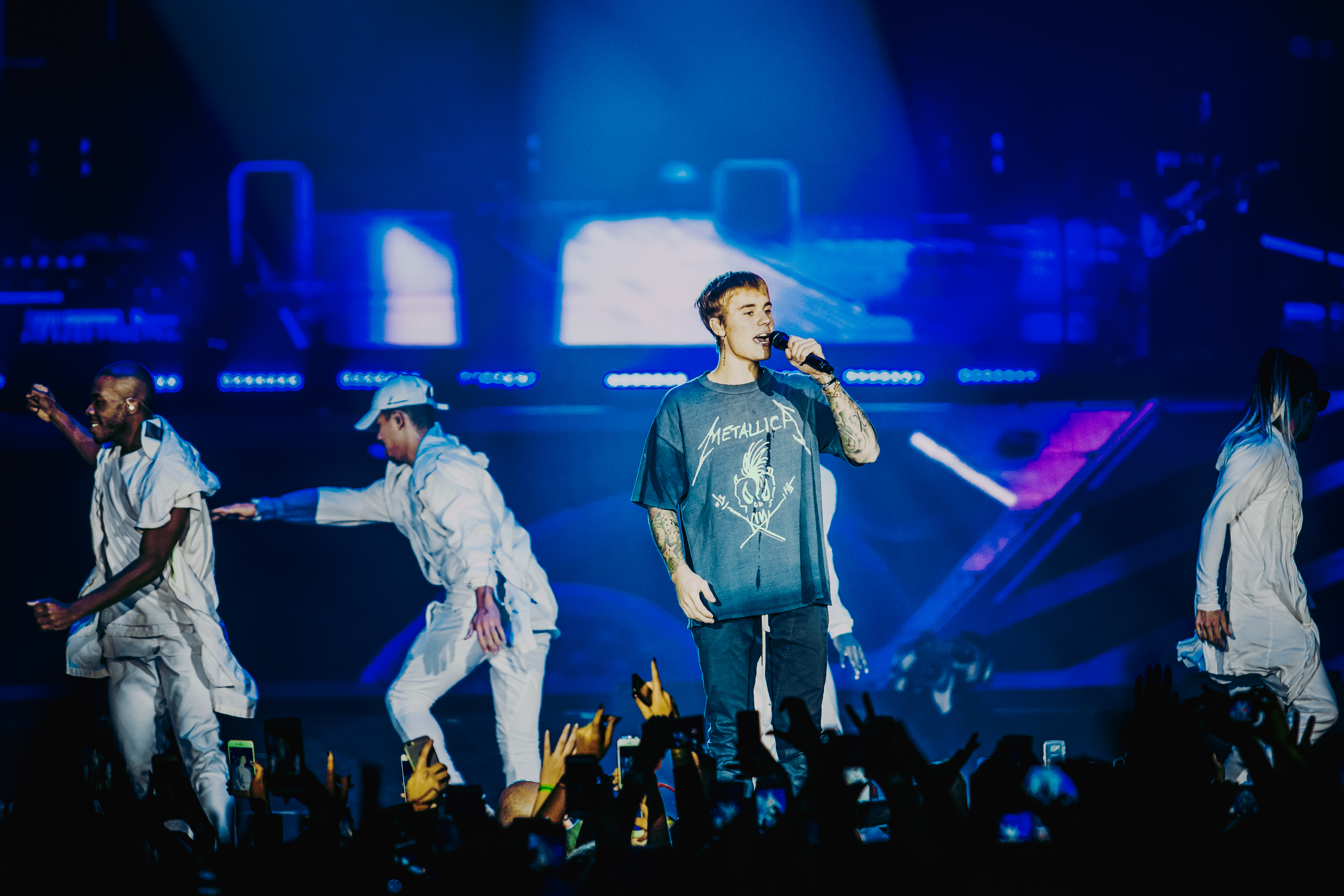
Justin Bieber în Cracovia, 2016

Albumul Purporse a fost lansat în 13 noiembrie 2015, debutând pe prima poziție în Billboard 200. A fost al patrulea cel mai de succes album al anului, vânzându-se în 3,1 milioane de exemplare. În data de 11 noiembrie 2015, Bieber își anunță turneul mondial ce va promova albumul, Purpose World Tour. Lista de concerte a început în Seattle, Washington pe 9 martie 2016. În data de 24 iulie 2017 Bieber își anulează concertele rămase ale turneului "din cauza unor împrejurări neprevăzute".
Pe 22 iulie 2016, Bieber lansează un nou single realizat cu Major Lazer și cântăreața daneză MØ. Cântecul, intitulat "Cold Water", a debutat pe locul doi în clasamentul Billboard Hot 100, Bieber depășind recordul lui Mariah Carey pentru cele mai multe piese ce au debutat pe locul doi.

### 2020-prezent:ChangesșiJustice
La ediția din 2019 a festivalului Coachella, Justin Bieber a anunțat că pregătește să lanseze al cincelea album de studio. Pe 24 decembrie 2019, Justin Bieber anunță și turneul mondial ce avea să promoveze albumul în 2020. Primul single lansat de pe album a fost Yummy, în data de 3 ianuarie 2020. A debutat pe locul doi în topul Billboard Hot 100. Invitat la emisiunea The Ellen DeGeneres Show, Justin a confirmat data de lansare a albumului Changes ca fiind 14 februarie 2020. În aceeași zi lansează single-ul promoțional Get Me, alături de cântăreața Khelani. În data de 7 februarie 2020, Bieber lansează Intentions (alături de Quavo). Single-ul atinge poziția a doua în Billboard Hot 100. Changes a fost lansat pe 14 februarie, debutând pe locul întâi în topul Billboard 200, al șaptelea album număr 1 în Statele Unite pentru Bieber.

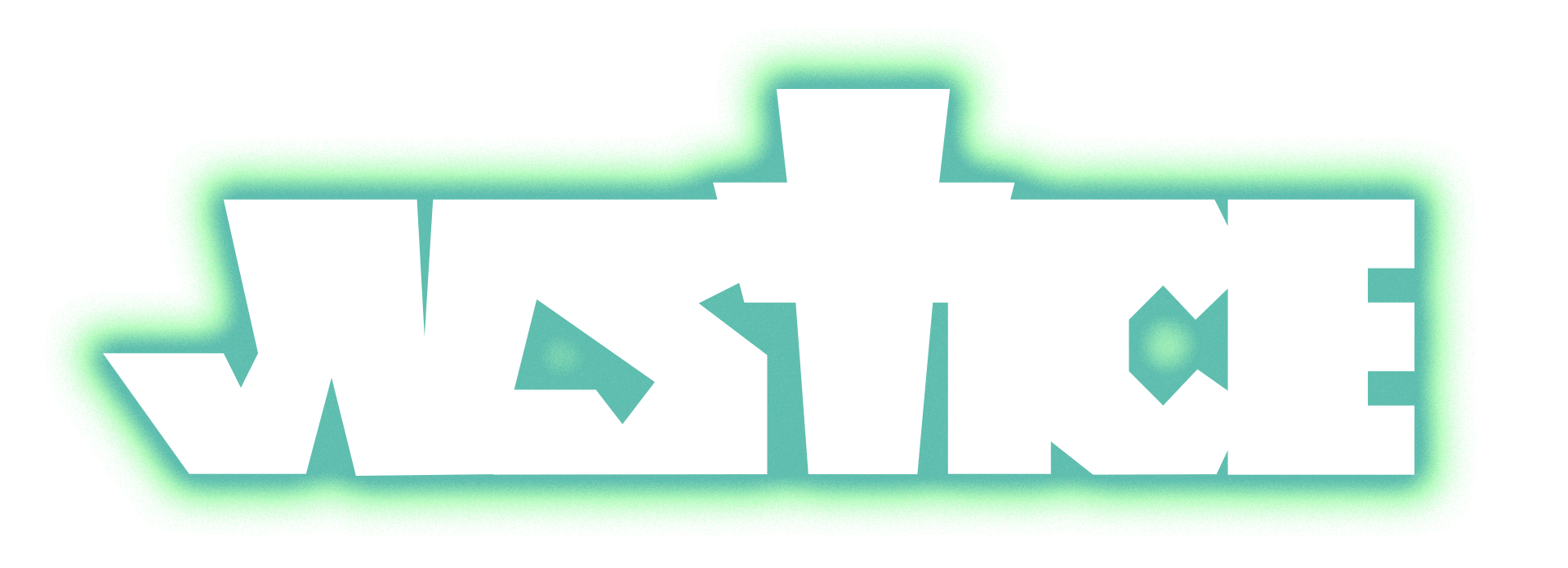
Logoul albumului Justice

Pe 18 spetembrie 2020, Biber a lansat împreună cu Chance the Rapper single-ul Holy, marcând  începutul unei noi ere muzicale pentru Bieber și anunțând al șaselea album de studio al artistului. Cântecul a atins poziția a treia în Billboard Hot 1000. Pe 15 octombrie 2020, Bieber lansează Lonely, o colaborare cu Benny Blanco care avea să reprezinte al doilea single al noului album. Cântecul, care vorbește despre traumele ce pot acompania faima, a atins poziția 12 în Billboard Hot 100.
Pe 1 ianuarie 2021, Bieber a lansat cel de-al treilea single, Anyone, de pe viitorul său album de studio, și a ajuns pe locul șase în Billboard Hot 100. Pe 26 februarie 2021, Bieber a anunțat oficial că cel de-al șaselea său album de studio se va intitula Justice. Pe 5 martie 2021, Bieber a lansat al patrulea single al albumului, Hold On, care a ajuns pe locul 20 în Billboard Hot 100. Justice și al cincilea single, "Peaches", au fost lansate pe 19 martie 2021 și au fost întâmpinate cu recenzii în general pozitive. Justice a primit 8 nominalizări la cea de-a 64-a ediție a Premiilor Grammy. A debutat pe primul loc în Billboard 200, devenind al optulea proiect numărul unu al lui Bieber, în timp ce Peaches a debutat pe primul loc în Billboard Hot 100, devenind al șaptelea single numărul unu. Ca urmare, Bieber a stabilit recorduri majore în SUA. Bieber a devenit cel mai tânăr artist solo care a avut opt albume numărul unu în SUA, doborând un record vechi de 56 de ani deținut de Elvis Presley. El a devenit primul artist solo de sex masculin din istorie care a debutat simultan o melodie și un album pe primul loc în SUA. De asemenea, a devenit primul artist masculin care a avut primele 6 albume de studio pe primul loc în Billboard 200.

## Stilul artistic

### Stilul muzical, influențe și voce
Muzica lui Bieber este în principal pop, în timp ce el include și elemente din R&B. În 2010, Jody Rosen de la Rolling Stone a afirmat că conținutul muzicii lui Justin „oferă o cunoaștere a misterelor și durerilor inimilor adolescențelor”. În ianuarie 2012, Bieber a comunicat pentru  revista americană V magazine că nu vrea să cânte despre sex, droguri și înjurături.
Justin Bieber s-a inspirat din creațiile muzicale ale lui Michael Jackson, The Beatles, Boyz II Men, Mariah Carey, Justin Timberlake, Stevie Wonder, Tupac și Usher.
Bieber a fost clasificat inițial drept sopran, înainte de schimbarea vocii. Ca adult, vocea lui Justin este clasificată drept cea mai înaltă voce masculină, adică cea de tenor.

## Viața personală

### Controverse

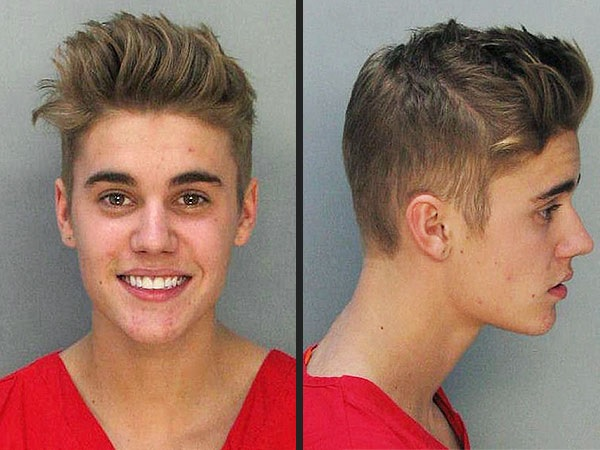
Justin Bieber în arest, ianuarie 2014

Bieber a avut mai multe altercații cu poliția înainte de arestul său din 2014, fiind inclusiv acuzat de condus neglijent în 2012 și amendat pentru vandalism în 2013. Unul dintre vecinii săi din Calabasas, California l-a acuzat pe Bieber cu distrugerea casei sale după ce acesta ar fi aruncat ouă în ea pe 9 ianuarie 2014.
În data de 23 ianuarie 2014, Bieber a fost arestat în Miami Beach pentru conducerea unui autoturism în timp ce avea permisul expirat, opunere arestării și suspiciuni că ar fi fost sub influența drogurilor.  Poliția a afirmat că Bieber le-a spus autorităților că fumase marijuana, consumase băuturi alcoolice și medicamente prescrise de doctor. Bieber a fost eliberat după plătirea unei cauțiuni de 2500 de dolari. După arestul lui Bieber, peste 270,000 de oameni au semnat o petiție solicitând la Casa Albă deportarea sa din Statele Unite.

## Realizări
De-a lungul carierei sale, Bieber a vândut mai mult de 100 de milioane de înregistrări, devenind cel mai bine vândut artist canadian și unul dintre cel mai bine vânduți artiști muzicali. Pe 23 noiembrie 2012, Bieber a fost prezentat cu Medalia de Jubileu a Reginei Elizabeta II de către Prim Ministrul Canadei, Stephen Harper. El este unul dintre cei 60,000 de canadieni care au primit Medalia în acel an. În 2013, Bieber a primit Premiul Diamond din partea Recording Industry Association of America (RIAA) pentru piesa "Baby" recunoscută ca fiind cea mai bine vândută piesă digitală din toate timpurile. Bieber a primit, până în 2021, 14 nominalizări la Premiile Grammy, câștigând de două ori, pentru cea mai bună înregistrare dance (2016) și pentru cea mai bună interpretare de muzică country de către un duet sau trupă (2021). A mai primit două premii Brit, patru nominalizări la NRJ Music Awards (inclusiv 3 câștiguri), treisprezece premii Billboard Music Awards, și alte numeroase premii votate de către fani inclusiv opt premii American Music Awards și douăzeci de premii Teen Choice Awards. Bieber a mai câștigat și optsprezece premii MTV Europe Music Awards, devenind cel mai premiat artist din cadrul MTV Europe Music Awards de până acum.
Pe 13 noiembrie 2015, Purpose a devenit al șaselea album al lui Bieber care a debutat pe primul loc în topul Billboard. De asemenea, el a devenit primul artist, de la Elvis Presley în 2005, care și-a înlocuit propriul cântec pe locul întâi în UK Singles Chart. Până în 2016, Bieber a primit 14 titluri în Guiness World Records, opt dintre ele fiind pentru succesul albumului Purpose. Aceste recorduri includ: cea mai ascultată piesă în Spotify într-o săptămână, cel mai ascultat album în Spotify într-o săptămână, cele mai multe piese simultane în US Billboard Hot 100, primul artist are a ocupat primele 3 poziții ale UK Singles Chart în mod simultan, cel mai urmărit bărbat de pe Twitter, cel mai vizualizat canal de YouTube, cel mai abonat canal de YouTube al unui bărbat muzician.

## Discografie
Albume de studio:
- My World 2.0 (2010)
- Under The Mistletoe (2011)
- Believe (2012)
- Purpose (2015)
- Changes (2020)
- Justice (2021)
- Swag (2025)

Extended plays:
- My World (2009)
- Freedom (2021)

Compilații muzicale:
- My Worlds: The Collection (2010)
- Journals (2013)
- The Best (2019)

Albume remix:
- My Worlds Acoustic (2010)
- Never Say Never: The Remixes (2011)
- Believe Acoustic (2013)

## Filmografie
| An   | Program                        | Rol         |
| ---- | ------------------------------ | ----------- |
| 2009 | True Jackson, VP               | El însuși   |
| 2010 | Silent Library                 | El însuși   |
| 2010 | School Gyrls                   | El însuși   |
| 2011 | Justin Bieber: Never Say Never | El însuși   |
| 2011 | CSI – Crime și Investigații    | Jason McCan |

## Turnee
- Urban Behavior Tour (2009)
- My World Tour (2010–2011)
- Believe Tour (2012–2013)
- Purpose World Tour (2016–2017)
- Justice World Tour (2022-2023)